# Terre Victoria

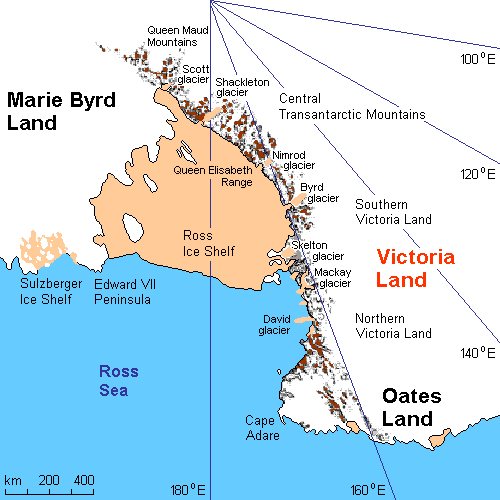
Terre Victoria.

La terre Victoria ou terre de Victoria est une région de l'est de l'Antarctique, bordée à l'ouest par la mer de Ross et la plateforme de glace de Ross et à l'est par la terre Adélie. Le promontoire rocheux de Minna Bluff est souvent considéré comme le point le plus méridional de la terre Victoria, et sépare la côte de Scott au nord de la côte Hillary de la dépendance de Ross au sud.
Elle est découverte par le capitaine James Clark Ross en janvier 1841 et nommée en l'honneur de la reine Victoria. Douglas Mawson fut le premier scientifique à étudier le territoire.
La région comprend la chaîne Transantarctique et les vallées sèches de McMurdo (le point culminant étant le mont Abbott dans les contreforts du nord), et les plaines connues sous le nom de labyrinthe. Parmi les premiers explorateurs de cette terre, figurent James Clark Ross et Douglas Mawson. Le mont Melbourne, d'une longueur de 2 700 mètres (9 000 pieds), est un volcan actif de la terre Victoria.
En 1979, les scientifiques ont découvert un groupe de 309 météorites en Antarctique, dont certaines ont été trouvées près des collines d'Allan en terre Victoria. Le Dr George Denton, glaciologue à l'université du New Hampshire, a recherché des micro-organismes sur le mont Lister, l'un des plus hauts de l'Antarctique ; il a le même type de grès dans lequel les lichens poussent.
En 2017, des écologistes du cap Adare, dans la terre Victoria, ont mis au jour un gâteau aux fruits recouvert de glace qui, selon eux, appartenait autrefois à l'explorateur britannique Robert Falcon Scott. L'expédition du Northern Party de Scott a eu lieu en 1911, faisant que le l'âge du gâteau est de 106 ans. Un gestionnaire de programme a dit qu'il était en « excellent état ».